# Claudia (Tochter des Appius Claudius Caecus)
Claudia war eine Tochter des römischen Politikers Appius Claudius Caecus.
Ihr Bruder Publius Claudius Pulcher verlor als Konsul des Jahres 249 v. Chr. die Schlacht von Drepana. Nur wenig später beging er wahrscheinlich Selbstmord. Im dichten Gedränge einer Menschenmenge wünschte sich Claudia 246 v. Chr. laut, dass ihr Bruder noch leben möge und erneut eine Schlacht verlieren sollte, damit die Menge des Pöbels abnehme und sie dadurch mehr Platz hätte. Die Ädilen Tiberius Sempronius Gracchus und Gaius Fundanius Fundulus verurteilten sie daraufhin zu einer hohen Geldstrafe. Die Strafe war so beträchtlich, dass die einen Großteil der Mittel ausmachte, die für den Bau des (Iuppiter-)Libertas-Tempel auf dem Aventin aufgebracht werden musste. Die legendäre Claudia Quinta war möglicherweise ihre Schwester.